# Love (canción de Zoé)
«Love» es el segundo sencillo de la banda mexicana de rock alternativo Zoé extraído del álbum Rocanlover (donde contó con la participación del músico Chetes y Carmen Sierra), siendo publicado en diciembre de 2003.

## Historia
Esta canción fue producida por Chetes en el NL Vaquero Studios en Monterrey, la cual fue originalmente grabada en inglés, después de concluir el videoclip la disquera Sony Music los sacaría y ellos mismo tuvieron que entregar el videoclip a MTV.

## Otras versiones
Esta canción está incluida en los Álbumes recopilatorios Grandes Hits, Zoé Hits 01-06
Tiene una versión en álbum en vivo 281107 en vivo desde el Palacio de los Deportes ante 17,976 personas con la contaron con compañía con Chetes en la guitarra acústica y en los coros.
Crearon una versión para su álbum en vivo MTV Unplugged/Música de fondo del 2011 (dónde fue fusionada con la canción «Poli» y nada más se canto el coro final) dónde contaron con la compañía de músicos como Chetes en el guitarra acústica, Andrés Sánchez en el Bajo, Yamil Rezc en las Percusiónes y Denise Gutiérrez en los coros.
Y también cuenta con una versión en vivo desde el Foro Sol para su álbum 8.11.14.
También cuenta con una versión en el álbum tributo Reversiones con la reconocida cantante chilena Mon Laferte con una versión Pop publicada el 12 de junio del 2020 en YouTube.

## Personal
En la versión de Estudio participaron
- León Larregui - voz líder.
- Ángel Mosqueda - Bajo, coros.
- Sergio Acosta - guitarra acústica.
- Jesús Báez - Teclados.
- Alberto Cabrera - Batería.
- Chetes - coros.
- Carmen Sierra - coros.

En la versión del 8.11.14 participaron
- León Larregui - voz líder, guitarra rítmica.
- Ángel Mosqueda - guitarra eléctrica, coros.
- Sergio Acosta - guitarra eléctrica.
- Jesús Báez - Teclados.
- Rodrigo Guardiola - Batería.
- Andrés Sánchez - Bajo.
- Felipe Ceballos - Percusiones,  Teclados